# 標緻205
標緻205（Peugeot 205）是法國標緻汽車於1983年至1998年間生產的一款迷你車，曾於1990年獲得歐洲汽車雜誌選為年度汽車大獎。
此車型是標緻汽車歷來第一款掀背汽車，以傾斜向上的尾箱蓋和橫條設計的水箱罩，開創了標緻汽車在掀背汽車之先河。
標緻205的繼任者乃標緻206。